# Nadir Léa Bazzani
Nadir Léa Bazzani (Mirassol, 5 agosto 1938) è un'ex cestista brasiliana.

## Carriera
Con il Brasile ha disputato tre edizioni dei Campionati del mondo (1964, 1967, 1971), e quattro dei Giochi panamericani.